# Malaya Drew
Malaya Drew (n. 6 de febrero de 1978) es una actriz de teatro, cine y televisión. 
Es conocida por su papel como Adele Channing en la serie The L World y por su papel como Katey Alvaro en ER. Tuvo un papel recurrente en Las Vegas y Entourage.

## En la cultura popular
En 2008, fue votada una de las "100 mujeres más lindas de Entourage" (#19). En 2009, fue cotada en ER, "La doctora más linda de todos los tiempos" (2).

## Vida personal
Está casada con David Kline. Viven en Los Ángeles.